# 新京极通

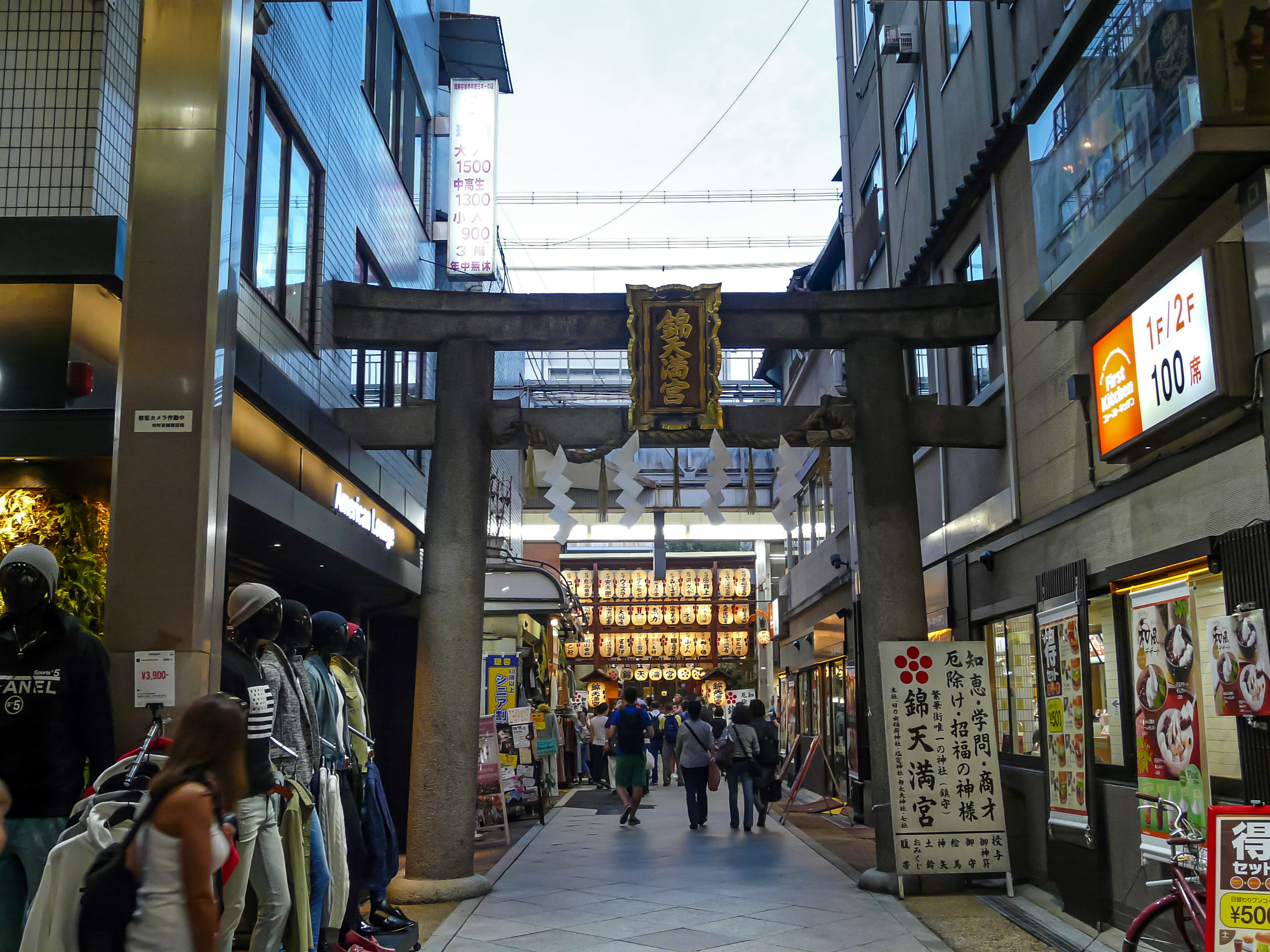
錦天満宮。

新京极通（日语：／ shinkyougokudoori）是京都市中京区的一条南北向商业街，介于北侧的三条通与南侧的四条通之间，长度较短。其西侧为寺町通，东侧为河原町通、裏寺町通。
1872年，京都府参事槇村正直新辟。沿路设施包括MOVIX京都、誓願寺、誠心院、西光寺、蛸薬師、永興堂、紅梅堂、安養寺、善長寺、錦天満宮、新京極公園。